# Cheilosia fumipennis
Cheilosia fumipennis är en tvåvingeart som först beskrevs av Sack 1941.  Cheilosia fumipennis ingår i släktet örtblomflugor, och familjen blomflugor. Inga underarter finns listade i Catalogue of Life.